# توماس فيشر
توماس فيشر (بالألمانية: Thomas Fischer)‏ هو متزحلق حر ألماني، ولد في 7 فبراير 1986 في باد رايشنهال في ألمانيا.

## وصلات خارجية
- توماس فيشر على موقع الاتحاد الدولي للتزلج (التزلج على المنحدرات الثلجية) (الإنجليزية)
- توماس فيشر على موقع الاتحاد الدولي للتزلج (التزلج الحر) (الإنجليزية)
- توماس فيشر على موقع اللجنة الأولمبية الدولية (الإنجليزية)
- توماس فيشر على موقع أوليمبيديا (الإنجليزية)
- توماس فيشر على موقع اللجنة الأولمبية الألمانية (الألمانية)